# Karl-Gustav Magnusson
Karl-Gustav Magnusson, född den 19 juli 1910 i Stockholm, död där den 14 oktober 1996, var en svensk militär.
Magnusson, vars far var grosshandlare, avlade studentexamen 1929 och officersexamen 1932. Han blev fänrik vid Jämtlands fältjägarregemente 1932, löjtnant där 1934 och kapten där 1941. Magnusson genomgick Krigshögskolan 1942–1944. Han övergick som kapten till Generalstabskåren 1947 och blev major vid Svea livgarde 1950, överstelöjtnant där 1955. Från 1953 tjänstgjorde Magnusson vid Hemvärnsstaben som stabschef. Han befordrades till överste i arméstaben 1961 och blev chef för arméstabens sektion III samma år. Magnusson blev riddare av Svärdsorden 1951, kommendör av samma orden 1968 och kommendör av första klassen 1971. Han är begravd på Norra begravningsplatsen utanför Stockholm.